# 요자쿠라 일가의 대작전
《요자쿠라 일가의 대작전》(일본어: 夜桜さんちの大作戦 요자쿠라 산치노 다이사쿠센[*])은 곤다이라 히츠지가 쓰고 그린 일본 만화 시리즈이다. 2019년 8월부터 2025년 1월까지 슈에이샤의 주간 소년 점프에 연재되었으며, 2025년 3월  기준 단행본 29권으로 챕터가 수집되었다. SILVER LINK.가 제작한 애니메이션 TV 시리즈 각색판은 2024년 4월에 초연되었다.

## 구성
이 시리즈는 자동차 사고로 가족을 잃은 소년 아사노 타이요를 따른다. 그의 소꿉친구인 요자쿠라 무츠미는 그의 삶의 유일한 위안이다. 그러나 타이요의 교감이 무츠미의 형일 뿐만 아니라 스파이 집안 출신이라는 사실을 알게 되면서 상황은 다시 변한다. 요자쿠라 가문과의 싸움 끝에 타이요는 무츠미의 남편이 되고, 그녀를 보호하기 위해 스스로 스파이가 되어야 한다.